# 莎拉·卡邦奈洛
莎拉·卡邦奈洛·阿雷瓦洛（西班牙語：Sara Carbonero Arévalo，1984年2月3日—），是西班牙第五電視台的電視主持人及體育記者。
在2010年世界盃足球賽中西班牙國家足球隊在首場比賽意外敗給瑞士隊，當時在現場報導的卡邦奈洛被指是使門將卡西利亚斯（亦是她的男友）分心的原因，引發大量媒體關注。
卡邦奈洛在2009年開始和卡西利亚斯交往，她在2014年1月4日在馬德里的Ruber International Clinic以剖腹产方式誕下一名兒子，取名Martin Casillas Carbonero。
婚後，丈夫卡斯拿斯曾在2019年於訓練中心臟病發，一度命危。她隨後亦確診卵巢癌。兩人於2021年3月宣布離婚。